# Tipula tainoleuca
Tipula tainoleuca är en tvåvingeart som beskrevs av Alexander 1981. Tipula tainoleuca ingår i släktet Tipula och familjen storharkrankar. Inga underarter finns listade i Catalogue of Life.